# Fjällsjön (Frostvikens socken, Jämtland)
Fjällsjön är en sjö i Strömsunds kommun i Jämtland och ingår i Ångermanälvens huvudavrinningsområde. Sjön har en area på 0,314 kvadratkilometer och ligger 582 meter över havet. Sjön avvattnas av vattendraget Öster-Svevan.

## Delavrinningsområde
Fjällsjön ingår i det delavrinningsområde (714848-145830) som SMHI kallar för Utloppet av Fjällsjön. Medelhöjden är 622 meter över havet och ytan är 3,48 kvadratkilometer. Det finns inga avrinningsområden uppströms utan avrinningsområdet är högsta punkten. Öster-Svevan som avvattnar avrinningsområdet har biflödesordning 4, vilket innebär att vattnet flödar genom totalt 4 vattendrag innan det når havet efter 291 kilometer. Avrinningsområdet består mestadels av skog (89 procent). Avrinningsområdet har 0,31 kvadratkilometer vattenytor vilket ger det en sjöprocent på 9 procent.